# Istiodactílids
Els istiodactílids (Istiodactylidae) són una petita família fòssil de pterosaures. Aquesta família va ser nomenada el 2001 pel gènere tipus Istiodactylus quan es va descobrir que no era membre del gènere Ornithodesmus.
S'han trobat restes d'istiodactílids al Regne Unit i a la Xina, en roques que daten de principis del període Cretaci (del Barremià fins l'Aptià). Arbour i Currie (2011) van descriure a un fòssil trobat al Canadà com Gwawinapterus beardi, un membre dels Istiodactylidae procedent del Cretaci superior (principis del Campanià); però segons Witton (2012), el patró de reemplaçament dental d'aquest animal no és com el dels pterosaures, suggerint que l'espècie podria ser un rèptil d'un altre tipus. Recerques addicionals han indicat que l'espècie era de fet un peix.
L'espècie més antiga coneguda és Archaeoistiodactylus linglongtaensis, del Juràssic mitjà de la Xina; però també s'ha suggerit que l'espècimen holotip d'aquesta espècie podria ser realment un fòssil mal preservat de Darwinopterus.
Hongshanopterus, un suposat istiodactílid de la Xina, ha estat reclassificat com un membre dels ornitoqueiroïdeu d'incerta ubicació filogenètica per Witton (2012).

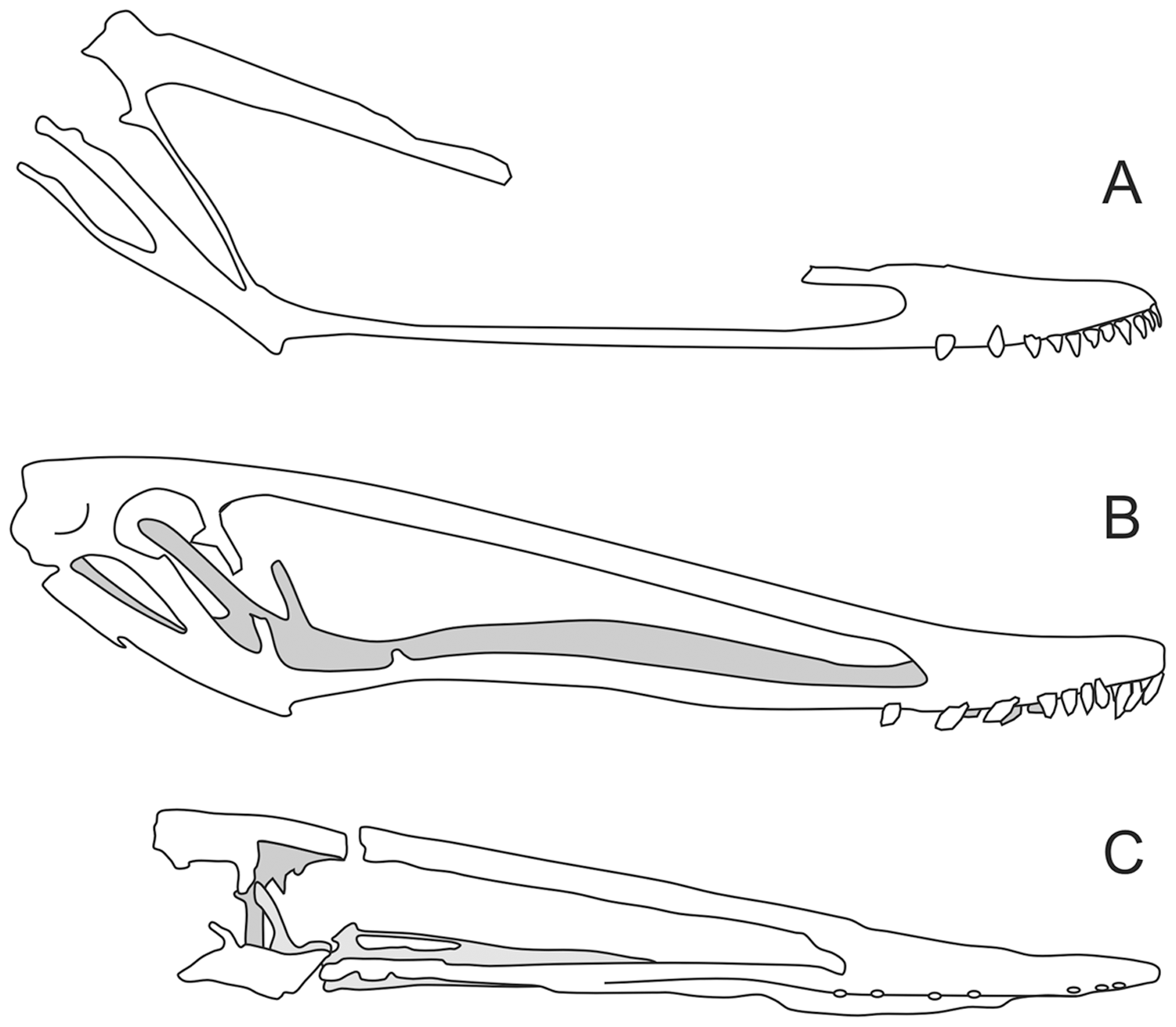
Cranis d'istiodactílids: A) Istiodactylus latidens (NHMUK R3877) (B) Istiodactylus sinensis (NGMC 99-07-11) i (C) Nurhachius ignaciobritoi (IVPP V-13288)

Els istiodactílids eren pterosaures de mida mitjana, amb mandíbules aplanades i arrodonides que els donaven una aparença similar a la d'un ànec. No obstant això, posseïen una sèrie de petites dents alineades en les seves mandíbules.

## Forma de vida
A diferència de la majoria d'ornitoquiroïdeus, els istiodactílids tenen fisiologies adequades a la vida terrestre i molts dels seus fòssils s'han trobat en jaciments d'aigua dolça. Es considera que els istiodactílids són els pterosaures equivalents als voltors: netejaven la seva zona de cadàvers. Si un istiodactílids podia nedar o no com la majoria dels pterosaures aquàtics continua sent un misteri.